# Memoriał Edwarda Jancarza 1999
VII Memoriał Edwarda Jancarza odbył się 19 czerwca 1999 roku na stadionie im. Edwarda Jancarza w Gorzowie Wielkopolskim. Sędzią zawodów był Stanisław Pieńkowski.

## Wyniki
| Msc. | Zawodnik                | Kraj                | Pkt  |             |  |
| ---- | ----------------------- | ------------------- | ---- | ----------- |  |
| 1    | (1) Tomasz Gollob       | Bydgoszcz           | 13+3 | (3,3,3,3,1) |  |
| 2    | (7) Robert Sawina       | Gniezno             | 11+2 | (1,3,3,1,3) |  |
| 3    | (14) Hans Nielsen       | Piła                | 13+1 | (2,1,3,3,3) |  |
| 4    | (6) Sławomir Drabik     | Częstochowa         | 10+t | (3,0,2,3,2) |  |
| 5    | (8) Sam Ermolenko       | Łódź                | 10   | (2,1,3,1,3) |  |
| 6    | (10) Rafał Okoniewski   | Gorzów Wielkopolski | 10   | (3,1,2,2,2) |  |
| 7    | (11) Sebastian Ułamek   | Gdańsk              | 9    | (2,2,1,2,2) |  |
| 8    | (13) Tony Rickardsson   | Gdańsk              | 8    | (t,2,0,3,3) |  |
| 9    | (12) Robert Dados       | Grudziądz           | 8    | (1,3,3,0,1) |  |
| 10   | (15) Tomasz Cieślewicz  | Gorzów Wielkopolski | 7    | (2,1,2,2,0) |  |
| 11   | (2) Zoltán Adorján      | Lublin              | 6    | (2,2,0,0,2) |  |
| 12   | (4) Piotr Paluch        | Gorzów Wielkopolski | 6    | (1,2,1,1,1) |  |
| 13   | (5) Tomasz Bajerski     | Gorzów Wielkopolski | 4    | (0,0,1,3,0) |  |
| 14   | (9) Adam Skórnicki      | Leszno              | 3    | (u,1,1,0,1) |  |
| 15   | (16) Antonín Kasper     | Rzeszów             | 2    | (1,d,0,1,0) |  |
| 16   | (13) Tomasz Kwiatkowski | Gorzów Wielkopolski | 0    | (d,0,0,0,0) |  |
| 17   | (R1) Maciej Jąder       | Leszno              | 0    | (u)         |  |

## Wyścig po wyścigu
1. T. Gollob (65,41), Adorján, Paluch, Kwiatkowski (d)
2. Drabik (66,21), Ermolenko, Sawina, Bajerski
3. R. Okoniewski (66,06), Ułamek, Dados, Skórnicki (u)
4. Nielsen (66,29), Cieślewicz, Kasper, Jąder (u), Rickardsson (t)
5. T. Gollob (65,03), Rickardsson, Skórnicki, Bajerski
6. Nielsen (66,94), Adorján, R. Okoniewski, Drabik
7. Sawina (67,12), Ułamek, Cieślewicz, Kwiatkowski
8. Dados (68,17), Paluch, Ermolenko, Kasper (d)
9. T. Gollob (64,92), Drabik, Ułamek, Kasper
10. Dados (67,16), Cieślewicz, Bajerski, Adorján
11. Ermolenko (66,47), Nielsen, Skórnicki, Kwiatkowski
12. Sawina (66,19), R. Okoniewski, Paluch, Rickardsson
13. T. Gollob (67,57), Nielsen, Sawina, Dados
14. Rickardsson (66,37), Ułamek, Ermolenko, Adorján
15. Bajerski (67,12), R. Okoniewski, Kasper, Kwiatkowski
16. Drabik (67,65), Cieślewicz, Paluch, Skórnicki
17. Ermolenko (68,64), R. Okoniewski, T. Gollob, Cieślewicz
18. Sawina (68,25), Adorján, Skórnicki, Kasper
19. Rickardsson (66,75), Drabik, Dados, Kwiatkowski
20. Nielsen (67,46), Ułamek, Paluch, Bajerski
21. wyścig finałowy T. Gollob (67,76), Sawina, Nielsen, Drabik (t)

Turniej oldbojów
1. Müller (37,41), Padewski
2. B. Jąder (37,58), Rembas, Marcinkowski
3. Fabiszewski (37,88), M. Okoniewski
4. wyścig finałowy B. Jąder, M. Okoniewski, Müller, Fabiszewski